# John Glenn Beall junior

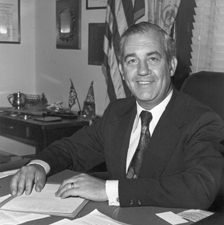
John Glenn Beall Jr.

John Glenn Beall junior (* 19. Juni 1927 in Cumberland, Maryland; † 24. März 2006 ebenda) war ein US-amerikanischer Politiker, der den Bundesstaat Maryland in beiden Kammern des Kongresses vertrat.
Beall diente von 1945 bis 1946 in der US Navy und graduierte 1950 an der Yale University. Er arbeitete zunächst in der Versicherungsbranche für Beall, Garner & Geare, Inc. Ab 1962 gehörte er dem Abgeordnetenhaus von Maryland an. 1968 wurde er als Republikaner ins Repräsentantenhaus des 91. Kongresses gewählt.
Er war bis 1970 Kongressabgeordneter und wurde dann für die Republikaner in den US-Senat gewählt. Dabei errang er den Sitz, den zuvor bereits sein Vater James Glenn Beall von 1953 bis 1965 bekleidet hatte. Bei der Wiederwahl 1976 verlor er das Mandat an den Demokraten Paul Sarbanes. 1978 kandidierte Beall als Gouverneur von Maryland, verlor die Wahl allerdings gegen den Demokraten Harry Hughes. Danach nahm er seine Tätigkeit im Versicherungsgewerbe wieder auf. Seinen Lebensabend verbrachte Beall in Frostburg.